# Віталіє Дамашкан
Віталіє Дамашкан (рум. Vitalie Damașcan, нар. 24 січня 1999, Сороки) — молдовський футболіст, нападник клубу «Шериф».
Виступав, зокрема, за клуби «Зімбру», «Шериф» та «Торіно», а також національну збірну Молдови.
Дворазовий чемпіон Молдови. Володар Кубка Молдови.

## Клубна кар'єра
Народився 24 січня 1999 року в місті Сороки. Вихованець футбольної школи клубу «Зімбру». Дорослу футбольну кар'єру розпочав 2015 року в основній команді того ж клубу, в якій провів два сезони, взявши участь у 16 матчах чемпіонату. 
Своєю грою за цю команду привернув увагу представників тренерського штабу клубу «Шериф», до складу якого приєднався 2017 року. Відіграв за тираспольський клуб наступний сезон своєї ігрової кар'єри. Більшість часу, проведеного у складі тираспольського «Шерифа», був основним гравцем атакувальної ланки команди. У складі тираспольського «Шерифа» був одним з головних бомбардирів команди, маючи середню результативність на рівні 0,78 голу за гру першості.
2018 року уклав контракт з клубом «Торіно», проте продовжив виступи за «Шериф» на правах оренди.

## Виступи за збірні
У 2015 році дебютував у складі юнацької збірної Молдови, взяв участь у 6 іграх на юнацькому рівні, відзначившись одним забитим голом.
З 2017 року почав залучатися до складу молодіжної збірної Молдови. На молодіжному рівні зіграв у 7 офіційних матчах, забив 2 голи.
У 2018 році дебютував в офіційних матчах у складі національної збірної Молдови.

## Статистика виступів

### Статистика клубних виступів
| Сезон              | Команда            | Чемпіонат          | Чемпіонат | Чемпіонат | Національний кубок | Національний кубок | Національний кубок | Континентальні кубки | Континентальні кубки | Континентальні кубки | Інші змагання | Інші змагання | Інші змагання | Усього | Усього |
| Сезон              | Команда            | Ліга               | Ігор      | Голів     | Ліга               | Ігор               | Голів              | Ліга                 | Ігор                 | Голів                | Ліга          | Ігор          | Голів         | Ігор   | Голів  |
| ------------------ | ------------------ | ------------------ | --------- | --------- | ------------------ | ------------------ | ------------------ | -------------------- | -------------------- | -------------------- | ------------- | ------------- | ------------- | ------ | ------ |
| 2015–16            | «Зімбру»           | ЧМ                 | 3         | 0         | КМ                 | 0                  | 0                  | -                    | -                    | -                    | -             | -             | -             | 3      | 0      |
| 2016.-бер. 2017    | «Зімбру»           | ЧМ                 | 13        | 1         | КМ                 | 1                  | 2                  | -                    | -                    | -                    | -             | -             | -             | 14     | 3      |
| Усього за «Зімбру» | Усього за «Зімбру» | Усього за «Зімбру» | 16        | 1         |                    | 1                  | 2                  |                      | -                    | -                    |               | -             | -             | 17     | 3      |
| бер.-трав. 2017    | «Шериф»            | ЧМ                 | 6         | 5         | КМ                 | 2                  | 2                  | -                    | -                    | -                    | -             | -             | -             | 8      | 7      |
| 2017               | «Шериф»            | ЧМ                 | 17        | 13        | КМ                 | 1                  | 0                  | ЛЧ+ЛЄ                | 3+6                  | 0                    | -             | -             | -             | 27     | 13     |
| Усього за «Шериф»  | Усього за «Шериф»  | Усього за «Шериф»  | 23        | 18        |                    | 3                  | 2                  |                      | 9                    | 0                    |               | -             | -             | 35     | 20     |
| Усього за кар'єру  | Усього за кар'єру  | Усього за кар'єру  | 39        | 19        |                    | 4                  | 4                  |                      | 9                    | 0                    |               | -             | -             | 52     | 23     |

### Статистика виступів за збірну
| Дата      | Місто   | Господарі         | Результат | Гості   | Турнір           | Голи | Примітки |
| --------- | ------- | ----------------- | --------- | ------- | ---------------- | ---- | -------- |
| 27-1-2018 | Анталья | Південна Корея    | 1 – 0     | Молдова | товариський матч | -    | 77'      |
| 30-1-2018 | Анталья | Азербайджан       | 0 – 0     | Молдова | товариський матч | -    | 55'      |
| 26-2-2018 | Джидда  | Саудівська Аравія | 3 – 0     | Молдова | товариський матч | -    | 56'      |
| Усього    |         | Матчів            | 3         |         | Голів            | 0    |          |

| Дата       | Місто           | Господарі  | Результат | Гості    | Турнір                             | Голи | Примітки |
| ---------- | --------------- | ---------- | --------- | -------- | ---------------------------------- | ---- | -------- |
| 13-6-2017  | Серравалле      | Сан-Марино | 0 – 2     | Молдова  | Кваліфікація молодіжного Євро-2019 | 2    |          |
| 9-8-2017   | Кишинів         | Молдова    | 2 – 1     | Кіпр     | Товариський матч                   | -    |          |
| 31-8-2017  | Кишинів         | Молдова    | 0 – 3     | Хорватія | Кваліфікація молодіжного Євро-2019 | -    |          |
| 4-9-2017   | Афіни           | Греція     | 5 – 1     | Молдова  | Кваліфікація молодіжного Євро-2019 | -    | 49'      |
| 5-10-2017  | Кишинів         | Молдова    | 0 – 2     | Греція   | Кваліфікація молодіжного Євро-2019 | -    | 80'      |
| 10-10-2017 | Борисов (місто) | Білорусь   | 3 – 1     | Молдова  | Кваліфікація молодіжного Євро-2019 | -    | 69'      |
| 14-11-2017 | Кишинів         | Молдова    | 1 – 3     | Чехія    | Кваліфікація молодіжного Євро-2019 | -    | 83'      |
| Усього     |                 | Матчів     | 7         |          | Голів                              | 2    |          |

## Титули і досягнення
- Чемпіон Молдови (2):

«Шериф»: 2016-17, 2017
- Володар Кубка Молдови (1):

«Шериф»: 2016-17
- Володар Кубка Румунії (1):

«Сепсі»: 2021-22
- Володар Суперкубка Румунії (2):

«Сепсі»: 2022, 2023
- Найкращий бомбардир Чемпіонату Молдови (1):

«Шериф»: 2017